# 扎嘎斯台诺尔
扎嘎斯台诺尔是一个位于中国内蒙古自治区赤峰市的时令湖，面积约为5.59平方千米，属于蒙新高原区。它的一级流域为内流区诸河，二级流域为内蒙古内流区。